# ソルバッ公園駅
ソルバッ公園駅（ソルバッコンウォンえき、朝鮮語: 솔밭공원역、中国語: 松林公園站）は、大韓民国ソウル特別市江北区牛耳洞にある牛耳新設軽電鉄の駅。「ソルバッ」とは「松原/솔밭、松の林」の意味である。

## 駅構造
相対式ホーム2面2線の地下駅。出口は2箇所ある。

### のりば
- のりばの番号は存在しない。

| 上り | ●牛耳新設線 | 北漢山牛耳方面           |
| 下り | ●牛耳新設線 | 4.19民主墓地・新設洞方面 |

## 駅周辺
- 呂運亨先生墓地
- 徐羅伐中学校（朝鮮語版）
- ソルバッ公園（朝鮮語版）
- 道峰図書館（朝鮮語版）
- ソウル百雲初等学校（朝鮮語版）

## 歴史
- 2017年
  - 3月2日 - 駅名を 「ソルバッ公園駅」に決定[1]。
- 9月2日 - 駅開業。

## 隣の駅
牛耳新設軽電鉄
● ソウル軽電鉄牛耳新設線
北漢山牛耳駅  - ソルバッ公園駅  -  4.19民主墓地駅